# Émile Tavan

Émile Tavan (unbekannter Fotograf, ohne Datum)

Émile Hypolite Joseph Tavan (geboren 26. Februar 1849 in Aix-en-Provence; gestorben 26. Dezember 1929 in Gassicourt) war ein französischer Komponist und Arrangeur.

## Leben
Émile Tavan war der Sohn des François Marius Xavier Tavan und der Virginie Marie Anne Roux. Er besuchte das Konservatorium in Aix und erhielt dort eine Anfängerstelle als Dirigent eines Café-Orchesters. 1874/75 ging er nach Paris und arbeitete als Kapellmeister für Tanz- und Unterhaltungsorchester. 1890 leitete er das Orchester im Restaurant des Eiffelturms. 1900 war er Dirigent des Orchesters der Pariser Weltausstellung. Er komponierte eigene Tanz- und Unterhaltungsarrangements zu Themen wie Blaue Donau, Ungarn, Russland, Sevilla und Arabische Nächte.

Tavans Toscabearbeitung bei Ricordi

Tavan komponierte  Fantasien zu dem aktuell aufgeführten Opern- und Operettenrepertoire. 1887 veröffentlichte er das Lehrbuch Méthode pratique d’orchestration symphonique für die Orchestration, das mehrfache Auflagen erfuhr.
Unter seinen Opernbearbeitungen in Form von „Fantaisie-Mosaïques“ sind Siegfried von Richard Wagner, Carmen von Georges Bizet, Robert le diable und Les Huguenots von Giacomo Meyerbeer, La Bohème, Tosca und Madama Butterfly von Giacomo Puccini, Norma von Vincenzo Bellini, Il trovatore von Giuseppe Verdi, Lakmé von Léo Delibes und von Wolfgang Amadeus Mozart Die Zauberflöte. Unter den Operettenbearbeitungen Die Fledermaus von Johann Strauß Sohn, La poupée von Edmond Audran, sowie La fille du tambour-major und Barbe bleue von Jacques Offenbach.
1894 zog Tavan nach Gassicourt und wurde nebenher für etliche Jahre Bürgermeister. Er wurde zum Officier de l’Instruction Publique ernannt.
Tavan wurde in Aix beerdigt. Seine Geburtsstadt widmete ihm die Rue Emile Tavan.

## Schriften
- Méthode pratique d'orchestration symphonique. 1887